# Huernia erinacea
Huernia erinacea är en oleanderväxtart som beskrevs av Bally. Huernia erinacea ingår i släktet Huernia och familjen oleanderväxter. Inga underarter finns listade i Catalogue of Life.